# Кнителферз
Кнителферз (на немски: Knittelvers) е стихотворен размер, използван в Германия от XV до ранния XVII век в повечето лирически, епически и драматически творби, които не се пеят.

## Форма
Единственото формално предписание за кнителферза отначало е било два поредни стиха в строфата да се римуват (съседна рима). Съществува разлика между „строг кнителферз“ с осем или девет срички на ред и „свободен кнителферз“, при който тези изисквания липсват.
При кнителферза от по-късно време от значение е вече не броят на сричките, а броят на ударенията в стиха. Така „строгият кнителферз“ се преобразува в четиристъпен ямб. Допустима става не само съседна рима (ААББВВ...), но и кръстосана (АБАБ) и обхватна рима (АББА).

## Употреба
В кнителферз е изградена сатиричната поема на Себастиан Брант (1457 – 1521) „Корабът на глупците“ (1494). В творбите на Ханс Закс (1494 – 1576) и Йохан Фишарт (1546 – 1590) е използван „строг кнителферз“.
Поетите от епохата на Барока отхвърлят нехудожествената според тях форма на кнителферза и за дълго време този стихотворен размер се използва само в народната поезия или в хумористични произведения.
Това се променя с появата в немската литература на течението Бурни устреми през епохата на Просвещението, когато поетите умишлено се отказват от класическите образци и се обръщат към традиционните немски стихотворни форми. Ярък пример за това е употребата на кнителферз във „Фауст“ на Гьоте.
След втората половина на XIX в. кнителферз почти не се използва, с изключение в хумористични произведения. Най-известната творба от началото на XX в., изградена в кнителферз, е драмата на Хуго фон Хофманстал „Всеки“ (Jedermann) (1911).

## Примери[2]
Строг кнителферз:
Вървеше си Христос веднъж
Със Петър, този славен мъж,
И там, край някакво си село,
Подзе светията несмело:
„Прости, Учителю, но на -
Дивиш ме с твойта добрина!
Макар и да си всемогъщ,
Светът е все един и същ“.
Ханс Закс, „Свети Петър и козата“ (1555)

Свободен кнителферз:
Не виждам вече град! С жарава са покрити
Красивите места! В прахта си са зарити
Порутените сгради! Вони на изгоряло -
Ей там изравят пак едно димящо тяло
На някой клет човек, в съня си запламтял.
Неволята множи се в пожара побеснял.
Андреас Грифиус, Из „Гибелта на Фрайщат“ (1637)